# توالی سونت
توالی سونت (انگلیسی: Sonnet sequence) به گروهی از سونت‌ها کفته می‌شوند که هماهنگی موضوعی داشته باشند و تشکیل اثری بلند را بدهند. بااین‌حال بر خلاف استنزا، در توالی سونت می‌توان هر سونت را به شکل مستقل نیز خواند.
توالی سونت در دوران رنسانس قالب شعری محبوبی بود. بیشتر توالی‌های سونت در این دوران از آثار فرانچسکو پترارک الگوبرداری کرده بودند. در دوران‌های بعدی برخی شاعران علیه سنت پترارکی قیام کردند و قواعد این قالب را شکستند.
موضوع توالی سونت معمولاً عشق ناکام راوی به معشوقی در فراق است که آن را ادامه‌ای بر عشق شهسوارانه در سنت تروبادورها می‌دانند.
از معروفترین شاعران توالی سونت در ایتالیا می‌توان از دانته آلیگیری (در شعر زندگانی نو) و فرانچسکو پترارک یاد کرد. در انگلستان نیز در اواخر قرن شانزدهم و اوایل قرن هفدهم توالی تعداد زیادی شعر در این قالب سروده شد که از معروف‌ترین آن‌ها می‌توان به استروفیل و استلا اثر فیلیپ سیدنی و امورتی اثر ادموند اسپنسر اشاره کرد.